# Stygionympha robertsoni
Stygionympha robertsoni е вид пеперуда от семейство Многоцветници (Nymphalidae). Видът не е застрашен от изчезване.

## Разпространение
Разпространен е в Намибия и Южна Африка (Западен Кейп, Източен Кейп, Северен Кейп и Фрайстат).